# Jamshid Boltaboyev
Jamshid Boltaboyev (* 3. Oktober 1996 in Taschkent) ist ein usbekischer Fußballspieler.

## Karriere

### Verein
Aus der Jugend von Paxtakor Taschkent ging Boltaboyev Anfang 2014 fest von der U18 in die erste Mannschaft über. Mit dieser gewann er zwei Mal die Meisterschaft. Nachdem sein Vertrag im Februar 2018 geendet hatte, fand er erst zur Saison 2019 mit dem FK Soʻgʻdiyona Jizzax einen neuen Klub. Ab der Saison 2022 stand er im Kader von Navbahor Namangan. Seit Januar 2025 ist er für Neftchi Fargʻona aktiv.

### Nationalmannschaft
Mit der usbekischen U17 nahm Boltaboyev an der Weltmeisterschaft 2013 teil, bei der er im letzten Gruppenspiel ein Tor beisteuerte. Mit der U23 bestritt er im Januar 2016 zwei Freundschaftsspiele.
Sein Debüt für die usbekische A-Nationalmannschaft gab er am 14. Februar 2016 bei einem 2:0-Freundschaftsspielsieg über den Libanon, er stand in der Startelf und wurde für Sanjar Shoahmedov ausgewechselt. Jahre später wurde er für die Zentralasienmeisterschaft 2023 nominiert und erhielt im letzten Gruppenspiel, bei einem 5:1-Sieg über Tadschikistan, wieder einen Länderspieleinsatz. Auch bei der Asienmeisterschaft 2024 gehörte er zum Kader und bekam im zweiten Gruppenspiel sowie im Achtelfinale jeweils ein paar Minuten Spielzeit.